# Carpophage de Wharton
Ducula whartoni
Espèce
Statut de conservation UICN

 LC  : Préoccupation mineure
Le Carpophage de Wharton (Ducula whartoni) est une espèce d'oiseaux appartenant à la famille  des  Columbidae.

## Description
Cet oiseau mesure 42 à 45 cm de longueur pour une masse de 450 à 700 g. Il ne présente pas de dimorphisme sexuel.
La tête et le cou sont gris pourpre foncé avec une petite tache blanc grisâtre au-dessus de la base du bec noir. L'arrière du cou est vert bronze à pourpre métallique. Le dessus du corps est gris noir, bleu vert et pourpre métallique. La gorge, la poitrine et le haut du ventre sont également gris noir avec des nuances vertes, pourpres ou rougeâtres. Le bas du ventre est gris noirâtre foncé. Le dessous des ailes est gris. Les sous-caudales sont châtain foncé. Les iris sont orangés et les pattes rougeâtres.
Le jeune est plus sombre avec le dessous du corps plus brunâtre.

## Répartition
Cet oiseau est endémique de l'île Christmas dans l'océan Indien.

## Habitat
Cet oiseau fréquente les forêts humides primaires et secondaires.

## Alimentation
Cette espèce consomme essentiellement des fruits, et occasionnellement des bourgeons et des feuilles. Lorsque la nourriture est abondante, elle peut constituer des bandes importantes.

## Publication originale
- Sharpe, 1887 : Birds. in A. Report on a Zoological Collection made by the Officers of H.M.S. Flying Fish at Christmas Island, Indian Ocean. Proceedings of the Zoological Society of London, vol. 1887, p. 515-516.